# 魏丑夫
魏醜夫（?—?），战国时期秦国人，秦國宣太后孀居時的情夫。
宣太后曾十分宠爱魏醜夫，宣太后病重时，下令由魏醜夫为自己殉葬。
魏醜夫知道以後，非常害怕，拜託庸芮去游说宣太后。庸芮向太后說，如果死後沒有靈魂的話，何必殺了自己心愛的人？如果死後有靈魂的話，太后的夫婿秦惠文王對太后納面首一事，积怨已久，太后在陰間要怎麼繼續納魏醜夫為情夫呢？
宣太后同意庸芮的說法，于是免除了魏醜夫为自己殉葬。